# Xu Caihou
Xu Caihou, född i juni 1943 i Wafangdian i Fengtian-provinsen, död i mars 2015, var en kinesisk general och kommunistisk politiker.
Han föddes i orten Wafangdian i Fengtian-provinsen i det som då var den japanska marionettstaten Manchukuo. Han har varit ledamot av Politbyrån i Kinas kommunistiska parti och i Centralkommittén i Kinas kommunistiska parti.
Xu gick med i Folkets befrielsearmé 1963 och Kinas kommunistiska parti 1971. Han befordrades till generalmajor 1990, generallöjtnant 1993 och general 1999. Han har tillbringat större delen av sin militära karriär i nordöstra Kina.
Han var en av de tre vice ordförandena i den Centrala militärkommissionen och övertog posten efter Hu Jintao den 19 september 2004 då denne blev utnämnd till ordförande i kommissionen. Utnämningen kom som en överraskning då många trodde att Jiang Zemin hade krävt att hans skyddsling Zeng Qinghong skulle få posten som ett villkor för att han skulle gå i pension. Därför ansågs utnämningen vara en seger för Hu Jintao. Han avgick efter den 18:e partikongressen i november 2012.
I mars 2014 rapporterades det att Xu diagnosticerats med urinvägscancer undergick intensivvård på ett militärt sjukhus i Peking. Ungefär samtidigt inleddes en undersökning som utredde korruptionsanklagelser mot Xu Caihou, trots vädjanden från hans anhöriga att han skulle slippa på grund av sitt hälsotillstånd. Den 30 juni 2014 meddelade kinesiska medier att Xu uteslutits ur kommunistpartiet och att han kommer att ställas inför rätta för korruption och maktmissbruk. Hans nära band till den avsatte och fängslade politikern Bo Xilai anses ha bidragit till hans fall.
I mars 2015 avled han i sviterna av urinvägscancer och organsvikt.